# Oecobius navus
Oecobius navus, auch als Zitrus-Kreiselspinne bekannt, ist eine Art der Scheibennetzspinnen und lebt im Mittelmeerraum.

## Merkmale
Die Körperlänge beträgt 2–3 mm. Die Beine sind schwarz geringelt, der Körper ist hell, mit einer dunklen Musterung.

## Verbreitung und Lebensraum
Die Spinne lebt an trockenen Orten, wie der Macchie im Mittelmeerraum, in Häusern ist sie auch in England, Estland und anderen Ländern in Nordeuropa gefunden worden. Die Art scheint jedoch nicht nur auf Europa beschränkt zu sein, sondern ist ein Kosmopolit.

## Lebensweise

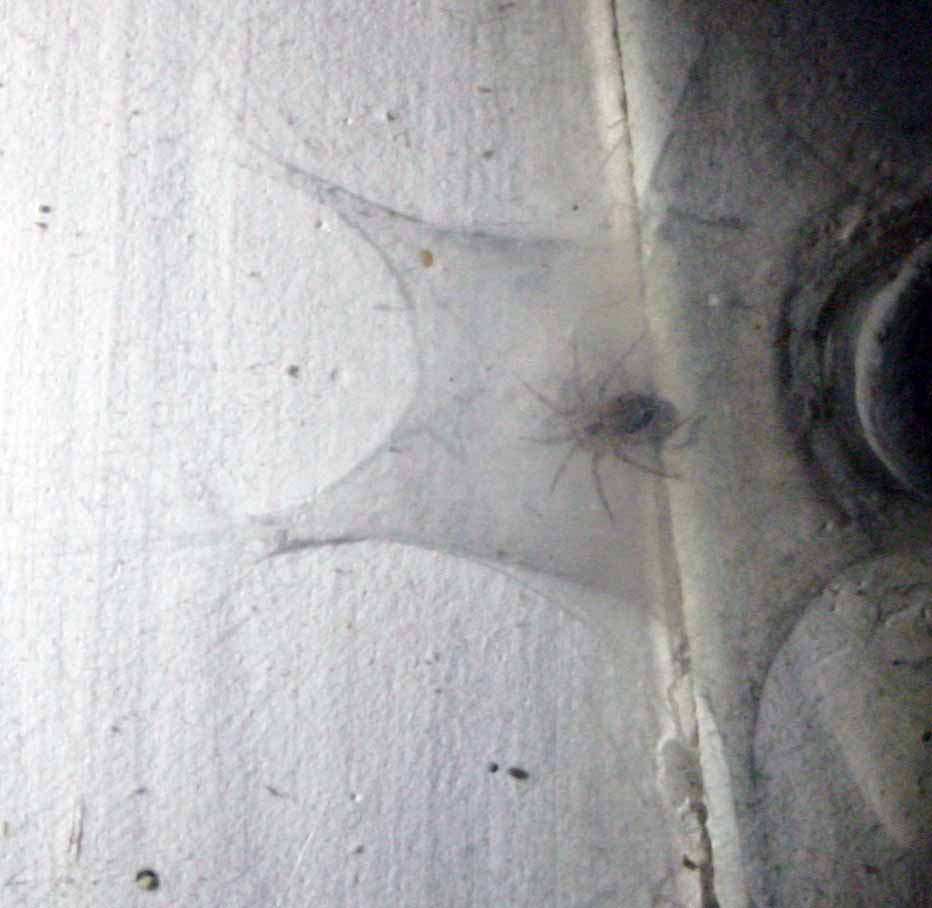
Ein Exemplar im Netz.

Die sehr flinke Art fertigt unter Steinen, aber auch in Schuppen, Ställen und Kellern kunstvoll verankerte, scheibenförmige Netze mit Cribellum-Fäden an. Die Spinnen besitzen also ein Cribellum, während Uroctea durandi, zur gleichen Familie gehörend, kein Cribellum besitzt. Im Kampf mit größerer Beute umkreist Oecobius navus diese und spinnt sie blitzschnell am Boden fest. Erbeutet werden vor allem Ameisen.